# Gobernador de Sinaloa
El Gobernador Constitucional del Estado Libre y Soberano de Sinaloa es el titular del Poder Ejecutivo de esta entidad mexicana, que, según la Constitución Política del Estado Libre y Soberano de Sinaloa, se deposita en un solo individuo, que se denomina  y que es electo para un periodo de 6 años no reelegibles por ningún motivo. El periodo gubernamental comienza el día 1 de noviembre del año siguiente de la elección y termina el 31 de octubre después de haber transcurrido seis años en el año de la elección. 
El estado de Sinaloa fue creado en 1831, y aunque no es uno de los estados originales de la federación a lo largo de su vida histórica ha pasado por todos los sistemas de gobierno vigentes en México, por lo que la denominación de la entidad ha variado entre estado y departamento; variando junto con ella, la denominación del titular del Poder Ejecutivo del Estado.

## Historia
El Estado de Occidente (también conocido como Sonora y Sinaloa) era un estado mexicano establecido por la Constitución de 1824 ese mismo año, decretando un gobierno inicialmente con capital en la ciudad de El Fuerte, Sinaloa. El primer gobernador de este estado fue Juan Miguel Riesgo. El estado consistió en lo que era Sinaloa y Sonora, y parte de lo que actualmente es el estado de Arizona, más o menos al sur del Río Gila (aunque en gran parte de esta área estaba poblada por pueblos como el Pueblo Yaqui, o el Pueblo Pima y pueblos Apaches, que no reconocían la autoridad del Estado).
La constitución del estado que fue aprobada el 31 de octubre de 1825, imponía que todos los habitantes debían pagar impuestos al estado. Lo cual causó resentimiento en el pueblo yaqui, ya que ahora ellos tenían que pagar impuestos. Lo cual no lo consideraban justo ya que los Yaquis se consideraban a sí mismos un pueblo soberano y libre de la autoridad del estado.
Esto condujo a un estallido de guerra entre los mexicanos y los yaquis (Guerra del Yaqui) con Juan Banderas como el líder de las fuerzas yaquis. Como resultado de esta guerra la capital que era El Fuerte se transfirió a Cosalá y posteriormente, en 1828 a Álamos, que perduró como tal hasta la separación del estado.

### Constitución de 1824
En virtud de la Constitución de 1824, Sonora y Sinaloa que una vez fueron un solo gran estado de la República Mexicana, se separaron. La constitución federal se refería a este estado con el nombre de "Sonora y Sinaloa". Sin embargo, en la constitución del estado, aprobada el 31 de octubre de 1825 se utiliza el nombre de Estado de Occidente. La capital del estado de Sonora y Sinaloa estaba en El Fuerte, Sinaloa. El primer gobernador de Sonora y Sinaloa fue el sonorense Juan Miguel Riesgo.

### Creación de dos nuevos estados: Sinaloa y Sonora
El 18 de octubre de 1830, Anastacio Bustamante y Lucas Alamán expidieron el decreto por el que se dio oficialmente la división del Estado de Occidente en los actuales estados de Sonora y Sinaloa.
El 22 de julio de 1830 la Cámara de Diputados aprobó la ley respectiva y el 7 de septiembre lo hizo la de senadores; sin embargo, la ley no fue publicada hasta el 18 de octubre para respetar el plazo estipulado por la Constitución general de la república.
Una vez disuelto el Estado de Occidente, los Estados Libres y Soberanos de Sonora y Sinaloa procedieron a designar e instalar sus respectivas legislaturas, cuya misión fundamental fue dotar a cada entidad de las leyes necesarias para conducir sus destinos por el camino del derecho y la paz social. No obstante, en esta disolución Sinaloa perdió parte de su territorio ubicado en el norte, tierras de los Mayos principalmente, las cuales pasaron a formar parte del territorio de Sonora.

## Facultades y obligaciones
La constitución del Estado de Sinaloa define los deberes y poderes del gobernador:
I. Sancionar, promulgar, reglamentar y ejecutar las leyes y decretos que expida el Congreso del Estado proveyendo en la esfera administrativa a su exacta observancia, así como expedir los reglamentos autónomos que la Constitución General de la República y esta Constitución le autoricen o faculten. 
II. Nombrar y remover a los servidores públicos de su dependencia cuyo nombramiento y remoción no estén determinados de otro modo en la Constitución y demás leyes, así como concederles licencias y admitirles sus renuncias.
III. Tener el mando de la fuerza pública en el Estado y en los Municipios donde residiera habitual o transitoriamente, pudiendo en estos casos remover y nombrar inspectores y demás miembros de la Policía.
En los casos de perturbación grave de la tranquilidad pública en alguno o varios lugares de uno o más Municipios, el Gobernador del Estado nombrará y removerá libremente al Inspector y demás miembros de la Policía del Municipio o Municipios donde hubiere causas de intranquilidad.
IV. Convocar al Congreso a sesiones extraordinarias por conducto de la Diputación Permanente, y pedir al mismo la prórroga del período de sesiones por el tiempo que estime necesario.
V. Facilitar a las autoridades judiciales del Estado, los auxilios que necesiten para el desempeño de sus funciones y excitarlas a que otorguen pronta y debida justicia.
VI. Presentar al Congreso del Estado, antes del día cinco de diciembre de cada año, el proyecto de Ley de Ingresos y Presupuesto de Egresos para el año siguiente y remitir a más tardar quince días antes de la apertura del primero y segundo período ordinario de sesiones del Congreso del Estado, la cuenta pública en los términos del artículo 37 de esta Constitución. 
VII. Cuidar de que la recaudación e inversión de los caudales públicos se hagan con arreglo a las leyes.
VIII. Visitar las poblaciones del Estado cuando menos una vez en su sexenio. 
IX. Formar la estadística del Estado.
X. Pedir y dar informes al Congreso sobre cualquier ramo de la administración y al Supremo Tribunal de Justicia sobre los de su competencia.
XI. Expedir los títulos profesionales concedidos por las instituciones docentes oficiales del Estado de acuerdo con las leyes que las rijan y autorizar los expedidos por los establecimientos docentes descentralizados de conformidad también con los ordenamientos respectivos. 
XII. Extender los Fiats de Notarios con arreglo a la Ley respectiva.
XIII. Certificar las firmas de todos los Servidores Públicos del Estado que obren en documentos que hayan de surtir efectos fuera de éste. 
XIV. Expedir reglamentos para el régimen jurídico, orgánico, económico y operativo de las dependencias de la Administración Pública Estatal y Paraestatal. 
XV. Concurrir por sí o por medio de representante a la apertura de cada Período Extraordinario de Sesiones del Congreso, cuando sea convocado a solicitud de él, para informar acerca de los motivos o razones que originaron la convocatoria. 
XVI. Iniciar leyes y decretos ante el Congreso del Estado.
XVII. Dictar las medidas urgentes que estime necesarias para la defensa de la salubridad pública del Estado.
XVIII. Cuidar de que las sentencias ejecutoriadas dictadas por los Tribunales del Estado en materia penal, sean debidamente cumplidas.
XIX. Velar por la moralidad pública, impidiendo enérgicamente el establecimiento de juegos de azar.
XX. Otorgar concesiones en los términos que establezcan las leyes o sobre las bases que fije el Congreso en defecto de aquéllas.
XXI. Otorgar avales, previa autorización del Congreso del Estado, para garantizar empréstitos concedidos a organismos públicos legalmente instituidos, a que se refiere el artículo 84 de esta Constitución. Asimismo, bajo las mismas condiciones señaladas anteriormente, el Ejecutivo podrá constituirse en aval de organismos sociales legalmente instituidos, que tengan por objeto obtener créditos para la realización de obras de interés social, cuando existan garantías de la recuperación del financiamiento. 
XXII. Nombrar y remover libremente al Procurador de Justicia y Agentes del Ministerio Público. 
XXIII. Condonar adeudos fiscales a favor del Estado, en los términos de la ley relativa que expida el Congreso del Estado. 
XXIV. Los demás que le confieren la Constitución de los Estados Unidos Mexicanos y esta Constitución y las derivadas de ellas que no estén expresamente atribuidas o reservadas a los Poderes de la Federación o a los otros Poderes del Estado. 

## Proceso de elección

### Requisitos para asumir el cargo
Según la Constitución, los requisitos para ser gobernador son;
I. Ser ciudadano sinaloense por nacimiento o por vecindad, en este último caso con residencia efectiva en el Estado no menor de diez años inmediatamente anteriores al día de la elección. 
II. Tener treinta años cumplidos el día de la elección.
III. Haber conservado su domicilio en el Estado, seis meses al menos, inmediatamente antes de la elección; bastando para ser Gobernador Interino, Provisional o Sustituto, la calidad de ciudadano sinaloense. 
IV. Haber obtenido la mayoría de sufragios legales. En caso de empate en la votación, se convocará a nuevas elecciones.
V. No haber sido Secretario, Subsecretario o titular de cualesquiera de las entidades de la Administración Publica Estatal o Paraestatal; Magistrado del Supremo Tribunal de Justicia, Procurador General de Justicia; Juez de Primera Instancia, Recaudador de Rentas o Presidente Municipal, Diputado y Senador al Congreso de la Unión, que se encontrare en ejercicio; haber tenido mando de fuerza de la Federación, Estado o Municipios o ser Ministro de cualquier culto. Los ciudadanos antes referidos, con excepción de los Ministros de los cultos, podrán ser electos, siempre que se separen de sus cargos cuando menos 90 días antes de la elección. (Ref. según Decreto No. 5 de fecha 02 de enero de 1981, publicado en el Periódico Oficial No. 1 Bis, de fecha 2 de enero de 1981).
VI. No haber sido convicto por ningún Tribunal, ni haber figurado directa o indirectamente en alguna azonada, motín a (sic ¿o?) cuartelazo promovido contra las instituciones de la Nación o del Estado.

VII. Comprobar de conformidad con el Código Civil y demás leyes sobre la materia su calidad de ciudadano sinaloense por nacimiento. (Ref. según Decreto No. 30 de fecha 05 de noviembre de 1947, publicado en el Periódico Oficial No. 142, de fecha 4 de diciembre de 1947).

### Elección
El gobernador es electo mediante sufragio cada seis años, entrando en funciones el 1 de enero del año de la elección, y no puede ser reelecto.

## Sucesión

### Falta temporal
En caso de que la falta temporal sea menor a 30 días, es reemplazado temporalmente por el Secretario de Gobierno, mientras el gobernador está ausente. En caso de que sea mayor a los 30 días, el Congreso designará por votos a un gobernador provisional, mientras dure la ausencia.

### Falta absoluta
En caso de que la falta sea permanente, si ocurre durante los primeros dos años del sexenio, el Congreso designará a un gobernador interino y convocará a elecciones para designar a un reemplazo que termine lo que falta del sexenio. Si la falta ocurre durante los últimos cuatro años del periodo, el Congreso designará a un gobernador sustituto para concluir el periodo.